# 1081

## Esdeveniments
- Matrimoni d'Alfons VI de Castella
- Primera menció d'Albània en un document
- Proclamació d'Aleix I Comnè com a emperador romà d'Orient

## Necrològiques
- 24 de juny, Lleó: Urraca I de Lleó, reina de Lleó i de Castella (m. 1126).[1]